# Mr Mumble
Pour plus de détails, voir Fiche technique et Distribution.
Mr Mumble (孟波, Meng Bo) est un film hongkongais réalisé par Yuen Chun-man et Michael Chow et sorti en 1996.
C'est une adaptation non officielle du manga City Hunter.

## Synopsis
Mumble est tireur d'élite au sein des forces spéciales de la police de Hong Kong, mais il est plus attiré par les jolies filles que par son travail, même s'il y excelle, ce qui n'est pas le cas de ses relations avec les femmes. Il finit par se faire virer pour ses excès. Forcé de trouver un nouveau boulot, son chemin croisera celui d'une jeune (et très jolie) femme poursuivie par la mafia. Avec l'aide de son acolyte Mammouth (le gros dans le film), il tentera de la protéger... non sans quelques arrière-pensées.

## Fiche technique
- Titre : Mr Mumble
- Titre original : 孟波 (Meng Bo)
- Réalisation : Yuen Chun-man et Michael Chow
- Scénario : Michael Chow et Law Kam-fai
- Musique : Simon Lui
- Photographie : Anthony Pun
- Montage : Hung Choi
- Société de production : EMC Motion Pictures
- Pays d'origine :  Hong Kong
- Genre : Action, comédie et policier
- Durée : 100 minutes
- Date de sortie : 
  - Hong Kong : 10 octobre 1996

## Distribution
- Michael Chow : Mr Mumble
- Paulyn Sun : Cher Sharon
- Françoise Yip : Yachi
- Eric Kei : l'officier Chi
- Jessica Hsuan : Wai Heung